# Lleó T (galàxia)
Lleó T és una galàxia nana esferoidal situada a la constel·lació del Lleó descoberta el 2006 a les dades obtingudes per l'Sloan Digital Sky Survey. La galàxia és localitza a una distància d'aproximadament 420 kpc del Sol i s'allunya del Sol a una velocitat d'aproximadament 35 km/s.
La velocitat respecte a la Via Làctia és d'uns –60 km/ s, cosa que implica un pas lent a la Via Làctia. Lleó T es classifica com a objecte de transició ('T' al nom) entre les galàxies esferoïdals nanes (dSph) i les galàxies nanes irregulars (dIrr). El seu radi llum mitjà és d'uns 180 pc.
Lleó T és una de les galàxies més petites i dèbils del grup local, la seva lluminositat integrada és aproximadament 40.000 vegades la del Sol (magnitud absoluta visible d'aproximadament −7.1). Tanmateix, la seva massa és d'uns 8 milions de masses solars, cosa que significa que la relació massa/lluminositat de Lleó T és d'uns 140. Una relació massa alta implica que Lleó T està dominat per la matèria fosca.

## Hidrogen neutre i formació estel·lar
La població estel·lar de Lleó T consisteix tant en estrelles velles com en joves. Les estrelles velles probablement formades fa de 12 a 6 mil milions d'anys. La metal·licitat d'aquestes estrelles velles és molt baixa, [Fe/H] ≈ −2.02 ± 0.54, altres fonts atribueixen un metal·licitat d'aproximadament -1,5, cosa que significa que contenen 100 voltes menys elements pesants que el Sol. Les estrelles velles observades són principalment gegants vermelles, tot i que un nombre d'estrelles de la branca horitzontal i estels gegants vermells rics en metalls vermell també es van descobrir. Després d'una pausa, l'activitat de formació estel·lar es va reprendre fa aproximadament mil milions d'anys i es va traduir en una generació d'estrelles joves blaves. Aquestes estrelles joves, les quals comprenen només aproximadament 10% de tota massa estel·lar, semblen estar més concentrats al centre de Lleó T que l'antiga població. Actualment no n'hi ha cap formació estel·lar en aquesta galàxia.
Lleó T conté una quantitat significativa d'hidrogen neutre (HI) gas amb la massa d'aproximadament 2.8 × 105 masses solars, que és tres vegades més que la massa de les estrelles d'aquesta galàxia. El gas inclou dos components principals: gas fred en el centre de la galàxia amb una temperatura d'aproximadament 500 K i el gas tebi distribuit pertot arreu de Lleó T amb una temperatura de 6,000 K. La densitat d'aquest gas no és, però, suficient de mitja per a la formació d'estrelles, cosa que indica que els processos locals tenen un paper important. Encara que la presència de gas d'hidrogen implica que en el futur la galàxia començarà formar estrelles un altre cop.
La galàxia Lleó T pot haver-se format quan un petit halo de matèria fosca va iniciar l'acreció de gas poc temps després de l'època de reionització. Més tard aquest gas va donar lloc a la primera generació d'estrelles antigues.